# NGC 4763
NGC 4763 is een balkspiraalstelsel in het sterrenbeeld Raaf. Het hemelobject werd op 31 december 1785 ontdekt door de Duits-Britse astronoom William Herschel.

## Synoniemen
- MCG -3-33-13
- IRAS 12507-1643
- PGC 43792